# Kagelang Blambangan
Kagelang Blambangan is een bestuurslaag in het regentschap Ogan Komering Ulu Selatan van de provincie Zuid-Sumatra, Indonesië. Kagelang Blambangan telt 789 inwoners (volkstelling 2010).